# Sentinel-12
Sentinel-12 ou ROSE-L (acronyme de Radar Observing System for Europe - L-Band) est un satellite d'observation de la Terre de l'Agence spatiale européenne développé dans le cadre du programme Copernicus de l'Union Européenne. ROSE-L dispose d'un radar à synthèse d'ouverture fonctionnant en bande L. Les mesures effectuées seront utilisées pour la gestion de la forêt, la surveillance de l'humidité des sols et la détermination de la nature des cultures contribuant à la prévention des famines. Cette mission contribuera également à la surveillance de l'épaisseur des glaces polaires et de la banquise, à la mesure de l'étendue des glaces des mers dans les régions polaires et à celle de la neige saisonnière. Ce satellite doit être placé sur une orbite héliosynchrone vers 2027.

## Historique
La mission ROSE-L fait partie de la  deuxième génération de satellites Sentinel du programme Copernicus de l'Union Européenne dont la phase de spécifications a commencé au début des années 2020 pour répondre à la fois à des besoins non satisfaits par les satellites déjà déployés ou en cours de déploiement et pour accroitre les capacités du segment spatial du programme. Le développement du satellite est co-financé par l'Union Européenne et l'Agence spatiale européenne maitre d’œuvre du segment spatial. Le développement du satellite a été confié début décembre 2020, dans le cadre d'un contrat de 586 millions €, à l'établissement italien de Thales Alenia Space. L'instrumentation est développée par l'établissement allemand d'Airbus Defence and Space pour un montant de 190 millions €. Le lancement définitif du projet doit être confirmé courant 2021. L'établissement belge de Thales fournit l'unité de contrôle et de distribution de puissance et réalise l’assemblage des cellules photovoltaïques des panneaux solaires, la filiale suisse les caméras permettant de surveiller le déploiement des panneaux du radar, la filiale espagnole fournit l’émetteur en bande Ka et Leonardo fournit les viseurs d’étoiles,,,.

## Caractéristiques techniques
Le satellite stabilisé 3 axes d'une masse de 2 060 kilogrammes utilise la nouvelle plateforme MILA développée par Thales Alenia Space. La plateforme est conforme aux nouvelles exigences concernant la réduction des débris spatiaux : désintégration plus complète durant la rentrée atmosphérique et interface mécanique permettant l'amarrage de satellites de service.

### Instrumentation
L'instrument principal du satellite ROSE-L est un radar à synthèse d'ouverture fonctionnant en bande L. Cette longueur d'onde permet de traverser des matériaux tels que la végétation, la neige sèche et la glace. Cette mission doit fournir des données qui ne peuvent pas être produites par le radar fonctionnant en bande C des satellites Sentinel-1. L'antenne de 11 × 3,6 mètres comporte 5 panneaux qui sont déployés en orbite. Ce déploiement est contrôlé à l'aide de trois caméras. Le radar dispose d'une capacité d'interférométrie qui lui permet de mesurer des déplacements de terrain de 5 mm/an avec une résolution spatiale de 100 mètres ou moins. La résolution spatiale est de 50 m2 (par exemple 5 × 10 m). La mission comporte – comme les satellites d'imagerie radar Sentinel-1 C et D – un récepteur AIS qui doit permettre de mesurer la distance entre les icebergs et les navires transitant dans les zones polaires,,,.

## Déroulement de la mission
Le satellite ROSE-L doit être placé sur une orbite héliosynchrone  à une altitude de 690 kilomètres vers 2027. Il est conçu pour pouvoir être lancé par une fusée Ariane 62 ou Vega-C. La durée de vie de la mission est au minimum de 7,5 ans. Le satellite est conçu (modes d'observation, fauchée) pour permettre la collecte de données avec une fréquence quotidienne pour l'Arctique, tous les trois jours pour l'Europe et au minimum tous les 6 jours pour l'ensemble de la planète. Pour répondre aux besoins de surveillance de la navigation dans les eaux costières européennes le temps de latence entre l'acquisition des données et la mise à disposition de celles-ci (niveau 1-B) est inférieur à 10 minutes.  Pour les autres besoins le temps de latence est de 200 minutes,.